# Nongmynsong
Nongmynsong é uma vila no distrito de East Khasi Hills, no estado indiano de Meghalaya.

## Demografia
Segundo o censo de 2001, Nongmynsong tinha uma população de 11,362 habitantes. Os indivíduos do sexo masculino constituem 52% da população e os do sexo feminino 48%. Nongmynsong tem uma taxa de literacia de 69%, superior à média nacional de 59.5%: a literacia no sexo masculino é de 74% e no sexo feminino é de 64%. Em Nongmynsong, 15% da população está abaixo dos 6 anos de idade.